# 弗雷德里克·莫丁
弗雷德里克·莫丁（瑞典語：Fredrik Modin，1974年10月8日—），瑞典男子冰球运动员。他曾代表瑞典参加2006年和2010年冬季奥林匹克运动会冰球比赛，其中2006年奥运会获得一枚金牌。